# Rewia na Broadwayu
Rewia na Broadwayu – amerykański musical zrealizowany w 1945 z udziałem gwiazd wytwórni Metro-Goldwyn-Mayer.
Film otworzył Międzynarodowy Festiwal Filmowy w Cannes w 1947.

## Obsada
- Gene Kelly – mężczyzna w „The Babbit and the Bromide”
- William Frawley – pan Martin
- Naomi Childers – księżna (niewymieniona w czołówce)
- William Powell – Florenz Ziegfeld Jr.
- Van Johnson – specialty (sceny usunięte)
- Keenan Wynn – wywołujący numery
- Virginia O’Brien – specialty
- Robert Lewis – Chińczyk
- Fred Astaire – Fred Astaire/Raffles/Tai Long
- Lucille Ball – specialty
- Lucille Bremer – Moy Ling
- Fanny Brice – Norma
- Judy Garland – specialty
- Kathryn Grayson – specialty
- Lena Horne – specialty
- Kathryn Grayson – specialty
- Victor Moore – klient u prawnika
- Red Skelton – spiker
- Esther Williams – specialty
- Edward Arnold – prawnik
- Cyd Charisse – tancerka
- Hume Cronyn – Monty